# Nelson Morro
Nelson Morro (Indaial, 16 de março de 1942) é um advogado e político brasileiro.

## Vida
Filho de Nadar Morro e de Helena Bernardi Morro, bacharelou-se em direito pela Pontifícia Universidade Católica do Paraná, em 1965.

## Carreira
Foi deputado à Assembleia Legislativa de Santa Catarina na 8ª legislatura (1975 — 1979), eleito pela Aliança Renovadora Nacional (ARENA).
Foi deputado à Câmara dos Deputados na 46ª legislatura (1979 — 1983), eleito pela ARENA; na 47ª legislatura (1983 — 1987), eleito pelo Partido Democrático Social (PDS); e na 49ª legislatura (1991 — 1995), eleito pelo Partido da Frente Liberal (PFL).